# Adiantopsis tweedieana
Adiantopsis tweedieana är en kantbräkenväxtart som först beskrevs av William Jackson Hooker, och fick sitt nu gällande namn av Link-Pérez och Leo J. Hickey. Adiantopsis tweedieana ingår i släktet Adiantopsis och familjen Pteridaceae. Inga underarter finns listade.